# Егле
«Егле» («Eglė») — радянський телефільм 1981 року, знятий режисером Ядвігою-Зінаїдою Янулявічюте на Литовському телебаченні.

## Сюжет
За поемою литовської поетеси Саломеї Неріс «Егле — королева вужів». У фільмі використано литовський музичний фольклор. Красива литовська казка про кохання, вірність та людську заздрість.

## У ролях
- Лоліта Мартіноніте — Егле
- Арвідас Багдонас — Жильвінас, король Вужів
- П. Баршаускас — Ажуолас, старший син Егле
- П. Юодіс — Уосіс, середній син Егле
- А. Даугалас — Бяржас, молодший син Егле
- М. Торопуйте — Дрябуле, дочка Егле
- Александрас Жадейкіс — батько Егле
- Регіна Шальтяніте — старша сестра Егле
- Раса Паукштіте — молодша сестра Егле
- Чесловас Юдейкіс — брат Егле
- А. Жилінскас — брат Егле
- Вітаутас Пяцкус — брат Егле
- Рімантас Пелакаускас — брат Егле
- Юозас Марцінкявічюс — брат Егле
- Вілюс Кіркільоніс — брат Егле
- Юрате Онайтіте — жриця
- Гінтаутас Печюра — посланник Жильвінаса
- Ігоріс Ряклайтіс — посланник Жильвінаса
- Р. Кублінскас — посланник Жильвінаса

## Знімальна група
- Режисер — Ядвіга-Зінаїда Янулявічюте
- Сценарист — Ядвіга-Зінаїда Янулявічюте
- Оператор — Йонас Марцинкявічюс
- Композитори — Альгірдас Мартінайтіс, Відмантас Бартуліс
- Художник — Альгірдас Шекштяле